# Norrent-Fontes
Norrent-Fontes là một xã trong tỉnh Pas-de-Calais, vùng Hauts-de-France, Pháp.

## Địa lý
Norrent-Fontes có cự ly khoảng 10 dặm (16,1 km) về phía tây bắc Béthune và 33 dặm (53,1 km) phía tây Lille, tại giao lộ của các tuyến đường D94 và D91. Tuyến đường A26 autoroute chạy qua xã này.

## Dân số
| 1962                                                              | 1968 | 1975 | 1982 | 1990 | 1999 | 2006 |
| ----------------------------------------------------------------- | ---- | ---- | ---- | ---- | ---- | ---- |
| 1280                                                              | 1343 | 1401 | 1490 | 1499 | 1444 | 1460 |
| Số liệu điều tra dân số tính từ năm 1962, dân số chỉ tính một lần |      |      |      |      |      |      |

## Địa điểm nổi bật
- Nhà thờ St. Vaast, thế kỷ 16.